# Schachtelteufel
Ein Schachtelteufel, auch Springteufel oder Kistenteufel, ist ein Kinderspielzeug, das von außen aussieht wie eine Kiste mit einer Handkurbel.
Dreht man an dieser, spielt er eine Melodie (oft Pop! Goes the Weasel). Am Ende der Melodie springt die Schachtel auf und eine Figur – meistens ein Clown – auf einer Sprungfeder heraus. Im englischen Sprachraum wird das Spielzeug meist als Jack-in-the-Box bezeichnet.

## Ursprung des Spielzeugs
Es gibt verschiedene Theorien über die Herkunft des Schachtelteufels, zum Beispiel, dass er nach dem Vorbild des im Mittelalter lebenden englischen Priesters Sir John Schorne geschaffen wurde. Dieser wurde mehrfach dargestellt, wie er einen Stiefel mit einem Teufel darin hält. Im Volksglauben hatte er einst einen Teufel mit einem Stiefel gefangen, um das Dorf North Marston in Buckinghamshire zu beschützen.

## Geschichte
Im frühen 16. Jahrhundert wurde der erste überlieferte Schachtelteufel von einem deutschen Uhrmacher namens Claus hergestellt. Dies war eine Holzkiste mit Metallkanten und einer Kurbel, mit deren Hilfe man einen animierten Teufel oder „Jack“ herausspringen lassen konnte. Dieses Geschenk zum fünften Geburtstag eines lokalen Prinzen fand Anklang und wurde kopiert. Im frühen 18. Jahrhundert machten verbesserte Spielzeugmechanismen den Schachtelteufel für alle Schichten zugänglich.

Logo der Fastfood-Kette Jack in the Box (70er Jahre)

## Einflüsse auf die Kultur
Der Schachtelteufel hat einen breiten Einfluss, besonders auf die britische und US-amerikanische Kultur.
- Das Spielzeug stand Pate für den Namen der amerikanischen Fastfood-Kette Jack in the Box, die einen Schachtelclown als Maskottchen hat.
- Eine Komposition von Erik Satie heißt Jack in the box (1899).
- In den 1950er Jahren war der Schachtelteufel ein Spielzeug der Firma Mattel.
- Der Springteufel ist auch der Name eines deutschen TV-Thrillers aus dem Jahr 1974 mit Dieter Hallervorden.
- In der amerikanischen Fernsehserie Supernatural lautet der Titel der 19ten Episode aus Staffel 14: "Jack in the Box".
- In den beiden Filmen The Jack In The Box – Es lebt und Jack in the Box 2: Awakening ist der Schachtelteufel zentrales Stilelement um einen Dämon heraufzubeschwören.
- In einigen Horrorfilmen tauchen Schachtelteufel auf, dort aber meistens als unheimliches Element, so z. B. in Chucky 2 – Die Mörderpuppe ist wieder da, für den der Originalwerbeslogan war: „Sorry Jack, Chucky's back!“ („Entschuldige Jack, Chucky ist wieder da!“)
- Die Death-Metal-Band Jack Slater besingt in ihrem Song Jack in the Box aus dem Album Metzgore das Schicksal eines Schachtelteufels.
- Das amerikanische Rap- und Hip-Hop-Duo Insane Clown Posse veröffentlichte in den Jahren 1992 bis 1997 mehrere Alben, auf deren Cover man bösartige Schachtelteufel sieht.
- In den DC Comics Batman ist der Schachtelteufel ein beliebtes Spielzeug des Superschurken Joker. Oft ist dieser Schachtelteufel eine Bombe, die Giftgas enthält oder beim Herausspringen des Teufels detoniert.
- Ein Schachtelteufel namens Charly taucht als Wächter in dem Weihnachtsfilm Rudolph, das rotnasige Rentier auf.
- In der Comicserie Astro City trägt ein Charakter den Namen Jack in the Box.
- Im Computerspiel Alone in the Dark erscheint eine Figur namens Einäugiger Jack (One Eyed Jack), ein Schachtelpirat.
- In der Zeichentrickserie American Dad taucht der Jack-in-the-Box-Mann auf, der ein Mensch mit kugelrundem Puppenkopf ist.
- In Five Nights at Freddy’s 2 wird ein Schachtelteufel als „The Puppet“ bezeichnet. Mit einem Jump-Scream kann er ein Game Over erstellen, solange der Spieler nicht seine Musikbox aufzieht.
- Im Computerspiel League of Legends existiert ein Champion (Shaco) der mit dem Skill „Jack In The Box“ Springteufel als Fallen aufstellen kann.